# 분산 운영체제
분산 운영체제(Distributed operating system)는 네트워크로 연결되고 통신하며 물리적으로 분리된 계산 노드인 독립적인 소프트웨어 모음에 대한 시스템 소프트웨어이다. 여러 CPU에서 서비스하는 작업을 처리한다. 각 개별 노드는 글로벌 통합 운영 체제의 특정 소프트웨어 하위 집합을 보유한다. 각 하위 집합은 두 개의 서로 다른 서비스 제공자의 합성물이다.. 첫 번째는 해당 노드의 하드웨어를 직접 제어하는 유비쿼터스 최소 커널 또는 마이크로커널이다. 두 번째는 노드의 개별 활동과 공동 활동을 조정하는 상위 수준의 시스템 관리 구성 요소 모음이다. 이러한 구성 요소는 마이크로커널 기능을 추상화하고 사용자 애플리케이션을 지원한다.
마이크로커널과 관리 구성요소 컬렉션은 함께 작동한다. 이는 여러 리소스와 처리 기능을 효율적이고 안정적인 시스템으로 통합하려는 시스템의 목표를 지원한다. 개별 노드를 글로벌 시스템으로 완벽하게 통합하는 것을 투명성 또는 단일 시스템 이미지라고 한다. 사용자에게 글로벌 시스템의 외관을 단일 계산 개체로 제공하는 환상을 설명한다.

## 설명
분산 OS는 OS에 필요한 필수 서비스와 기능을 제공하지만 확장성 및 가용성 증가와 같은 추가 요구 사항을 지원할 수 있도록 속성과 특정 구성을 추가한다. 사용자에게 분산 OS는 단일 노드, 모놀리식 운영 체제와 유사한 방식으로 작동한다. 즉, 여러 개의 노드로 구성되어 있지만 사용자와 애플리케이션에게는 단일 노드로 나타난다.
최소한의 시스템 수준 기능을 추가 사용자 수준 모듈식 서비스에서 분리하면 "메커니즘과 정책의 분리"가 제공된다. 메커니즘과 정책은 각각 "무엇이 수행되는지"와 "무엇이 수행되는 방식"으로 간단히 해석될 수 있다. 이러한 분리로 인해 유연성과 확장성이 향상된다.

## 같이 보기
- 분산 컴퓨팅
- 훙멍
- 플랜 9 (운영체제)
- 인페르노 (운영체제)
- 미닉스
- 단일 시스템 이미지
- 컴퓨터 구조